# سربادبزنی‌ها
ریپیسفالوس (نام علمی: Rhipicephalus) نام یک سرده از راسته کنه است.